# Población de Arroyo
Población de Arroyo – gmina w Hiszpanii, w prowincji Palencia, w Kastylii i León, o powierzchni 22,87 km². W 2011 roku gmina liczyła 73 mieszkańców.